# Jean-le-Loup
Jean-le-Loup (né au XIIIe siècle) était un architecte français qui fut le second des quatre architectes de la cathédrale de Reims, à la construction de laquelle il travailla de 1231 à 1247 ou de 1235 à 1251 selon les sources.
La succession des architectes était assez bien documentée par le labyrinthe de la cathédrale qui disparut en 1779.
On lui doit entre autres :
- les culées des arcs-boutants s'avancèrent jusqu'aux contreforts au ras de la chaussée, ce qui contrariait le chemin de ronde prévu par son prédécesseur Jean d'Orbais et obligea à placer les statues prévues dans des pinacles alignés sur ceux des rois du transept ;
- les piliers VI à IX avec leurs bases dépourvues de griffes ;
- les corbeilles des grands chapiteaux qui ne sont plus décorées de crochets, de feuillages avec deux frises mais de larges ramages prenant racine sur l'astragale ;
- les arcades de la travée X ;
- les portails de la façade nord.

## Liste des architectes de la cathédrale de Reims au XIIIesiècle
- Jean d'Orbais ;
- Jean-le-Loup ;
- Gaucher de Reims ;
- Bernard de Soissons.